# Anne
Anne (títol en anglès: Mother) és una sèrie de televisió dramàtica turca basada en el drama japonès Mother, protagonitzada per Cansu Dere, Vahide Perçin i Beren Gökyıldız. Es va emetre a Star TV del 25 d'octubre de 2016 al 20 de juny de 2017.

## Sinopsi
Zeynep Güneş troba una feina com a professora temporal a una escola primària local de la ciutat de Bandırma. Aviat s'adona que un dels seus estudiants, Melek, és maltractat per la seva mare, Şule, i el xicot de la mare, Cengiz. Quan Zeynep s'adona que ningú no fa res per ajudar Melek, es pren les coses per les seves pròpies mans fingint la mort de Melek. La segresta i la porta a Istanbul on intenta convertir-se en la seva nova mare. No obstant això, quan en Şule i Cengiz descobreixen que Melek és viu i al seu torn la segresten, Şule intenta obligar Melek a tornar-la a estimar. Quan Şule i Cengiz tenen un nou nadó, Hassan, Melek es veu obligada a cuidar-lo així com a ella mateixa. Malgrat això, Zeynep no es rendeix fins que torni a tenir Melek amb ella. Finalment, Şule i Zeynep s'adonen que han de treballar junts per arreglar tot això. La història gira al voltant de la vida de Melek, la identitat de Zeynep i el vincle entre una mare i una filla.

## Cast
- Cansu Dere com a Zeynep Güneş
- Vahide Perçin com a Gönül Aslan / Sakar Teyze
- Beren Gökyıldız com Melek Akçay / Turna Güneş
- Gonca Vuslateri com a Şule Akçay
- Berkay Ateş com Cengiz Yıldız
- Gülenay Kalkan com a Cahide Güneş
- Can Nergis com Ali Arhan
- Serhat Teoman com Sinan Demir
- Şükrü Türen com Arif
- Alize Gördüm com a Gamze Güneş
- Ahsen Eroğlu com Duru Güneş
- Umut Yiğit Vanlı com a Sarp
- Onur Dikmen com a Rıfat
- Erdi Bolat com a Ramo
- Ali Süreyya com a Mert
- Meral Çetinkaya com la senyora Zeynep Aslan
- Zuhal Gencer Erkaya com a Saniye
- Arzu Oruç com a Dilara
- Ayşegül İşsever com a Serap

## Premis
- 2017, Premi especial dels Premis Dramàtics de TòquioPremi especial[2]
- 2017 Premis Papallona d'Or; millor actriu infantil per a Beren Gökyıldız[3]